# 모티머 J. 애들러
모티머 제롬 애들러(Mortimer Jerome Adler, 1902년 12월 28일 ~ 2001년 6월 28일)은 미국의 철학자, 교육사상가, 저술가이다. 아리스토텔레스와 토마스 아퀴나스의 전통을 이어받은 철학자로 컬럼비아 대학교, 시카고 대학교에 재직하였다. 로버트 허친스 등과 함께 항존주의 교육사상을 주장하였으며, 파이데이아 제안(Paideia Proposal)을 통해 공교육의 개혁방안을 제시하였다.
시카고 대학교의 총장이었던 로버트 허친스는 모티머와 함께 서양의 위대한 저서 프로젝트를 시작하였다. 1952년이 되어 이 전집은 출간되었다.

## 같이 보기
- 항존주의